# 北川智奈美
金川 智奈美（かながわ ちなみ、旧姓北川、女性、1983年1月11日 - ）は、京都府出身の元バスケットボール選手である。身長167cm。ポジションはガードフォワード

## 来歴
園部町出身。園部スポ少ミニバスケットボールクラブでバスケットボールを始める。大阪薫英女学院高校3年生時の2000年に第31回全国高等学校バスケットボール選抜優勝大会で準優勝し、ベスト5に選出される。大阪薫英女子短大在学時にインカレでベスト4。
2003年にW1リーグのアイシン・エィ・ダブリュ ウィングスに加入。同年、ユニバーシアード日本代表に選出され、2003年夏季ユニバーシアードに出場した。W1リーグ2003-04シーズンの「ルーキー・オブ・ザ・イヤー」を受賞。
2006年にWリーグ昇格を決めた後、甲府クィーンビーズへ移籍。
2007年に甲府を退団した後は、結婚、出産。地元の実業団チームに所属。国体にも出場した。
2014年4月、山梨クィーンビーズ（旧甲府）に復帰した。
2016年山梨を退団。

## 経歴
- 大阪薫英女学院高校 - 大阪薫英女子短大 - アイシンAW（2003年〜2006年） - 甲府（2006年〜2007年） - 山和 - 山梨（2014年〜2016年）

## 日本代表歴
- 2003ユニバーシアード